# Luci Emili Mamercí Privernat
Luci Emili Mamercí Privernat (en llatí: Lucius Aemilius L. f. L. n. Mamercinus Privernas) va ser un magistrat romà. Era fill de Luci Emili Mamercí i va ser un distingit general romà a les guerres samnites.
Va ser elegit cònsol per primer cop l'any 341 aC amb Gai Plauci Vennó Hipseu, any en què es va assolar el territori del Samni.
L'any 335 aC va ser elegit dictador amb el propòsit de dirigir els comicis, ja que els cònsols estaven absents de Roma.
El 329 aC va ser cònsol per segona vegada amb Gai Plauci Decià, i en aquest temps hi va haver una gran alarma social a Roma davant els rumors que els gals avançaven cap a la ciutat. El cònsol Decià llavors va atacar Privernum, que va mantenir una forta resistència, mentre Mamercí reclutava un gran exèrcit per fer front als gals, però els rumors es van demostrar sense fonament i llavors Mamercí va anar a ajudar al seu col·lega a Privernum. La ciutat va ser conquerida i els dos cònsols van obtenir els honors del triomf. Aquesta conquesta es devia considerar molt important, atès que Luci Emili va obtenir el renom de Privernat.
L'any 316 aC va ser designat dictador per dirigir la lluita contra els samnites, cosa que va fer amb èxit.